# Ischnothele guianensis
Espèce
Synonymes
- Mygale guianensis Walckenaer, 1837
- Ischnothele siemensi F. O. Pickard-Cambridge, 1896

Ischnothele guianensis est une espèce d'araignées mygalomorphes de la famille des Ischnothelidae.

## Distribution
Cette espèce se rencontre en Guyane, au Suriname, au Guyana, au Brésil en Amapá, au Pará, en Amazonas et en Acre, dans le Nord de la Bolivie, dans l'Est du Pérou et dans le Sud-Est de la Colombie,.

## Systématique et taxinomie
Cette espèce a été décrite sous le protonyme Mygale guianensis par Walckenaer en 1837. Elle est placée dans le genre Ischnothele par F. O. Pickard-Cambridge en 1896.

## Étymologie
Son nom d'espèce, composé de guian[a] et du suffixe latin -ensis, « qui vit dans, qui habite », lui a été donné en référence au lieu de sa découverte, la Guyane.

## Publication originale
- Walckenaer, 1837 : Histoire naturelle des insectes. Aptères. Paris, vol. 1, p. 1-682 (texte intégral).